# Powiat Nowodworski (Woiwodschaft Masowien)
Der Powiat Nowodworski ist ein Powiat (Kreis) in der Woiwodschaft Masowien in Polen. Im Powiat mit einer Fläche von 691,65 km² leben 75.742 Einwohner, die Bevölkerungsdichte beträgt 109 Einwohner auf 1 km². (2005)

## Geschichte
Während der deutschen Besetzung Polens von 1939 bis 1945 war das Kreisgebiet als Landkreis Plöhnen Teil des neuen Regierungsbezirkes Zichenau der Provinz Ostpreußen.

## Städte und Gemeinden
Der Powiat umfasst sechs Gemeinden, davon eine Stadtgemeinde, drei Landgemeinden und zwei Stadt-und-Land-Gemeinden.

### Stadtgemeinde
- Nowy Dwór Mazowiecki

### Stadt-und-Land-Gemeinden
- Nasielsk
- Zakroczym

### Landgemeinden
- Czosnów
- Leoncin
- Pomiechówek